# Daniela Zacherl
Daniela Zacherl (* 26. März 1985 in Wien) ist eine österreichische Schauspielerin.

## Leben
Daniela Zacherl besuchte die Ballettschule in Mödling und später die Musikschule in Perchtoldsdorf, in Wien besuchte sie 2005/06 die Broadway Dance Academy. Von 2007 bis 2011 studierte sie Theater-, Film- und Medienwissenschaft an der Universität Wien, das Studium schloss sie als Bachelor of Arts ab. Anschließend ging sie zum Schauspielstudium an die East 15 Acting School der University of Essex, die Ausbildung beendete sie 2013 als Master of Arts.
2010 verkörperte sie am Pygmalion Theater Wien in Schnitzlers Novelle Fräulein Else in einer Bearbeitung von Andrea Imler die Titelrolle. 2012 hatte sie eine Hauptrolle in der Mollywood-Produktion Spanish Marsala, in der sie die Diplomatentochter Camilla spielte. 2016 stand sie für den Film Die Migrantigen von Regisseur Arman T. Riahi in der Rolle der Sophie vor der Kamera.
Unter dem Künstlernamen Feeles veröffentlichte sie 2023 die Single Sonnenlicht.

## Filmografie (Auswahl)
- 2010: SOKO Donau – Tod eines Schnüfflers
- 2012: Spanish Masala
- 2014: SOKO Kitzbühel – Vergeltung
- 2016: Las Meninas (Kurzfilm)
- 2017: Die Migrantigen
- 2018: Jack versus Josephine
- 2019: Freigang
- 2019: Best Christmas Ball Ever! (Fernsehfilm)